# Alexis Douillard
Alexis Marie Louis Douillard né le 28 juin 1835 à Nantes et mort le 26 septembre 1905 à Meudon est un peintre français.

## Biographie
Fils de l'architecte Louis-Prudent Douillard et frère des architectes Ludovic-François Douillard et Michel Douillard, Alexis Douillard est élève d'Hippolyte Flandrin (1809-1864), de Charles Gleyre (1806-1874) et de Jean-Léon Gérôme (1824-1904) aux Beaux-Arts de Paris. Il s'est illustré particulièrement dans la peinture religieuse, réalisant de nombreuses peintures murales pour des églises.
Il concourt sans succès au prix de Rome de peinture de 1861.
Certaines de ses réalisations, comme l'église Saint-Louis de Paimbœuf, s'inscrivent dans des édifices construits par ses frères.

## Œuvres dans les collections publiques
- Gray, musée Baron-Martin :
  - Un philosophe, portrait d'homme âgé, huile sur toile, 36 × 27 cm ;
  - Prêtre portant le viatique, huile sur toile, 115 × 75 cm ;
  - Le Deuil de l'orpheline, huile sur toile, 142 × 96 cm.
- Nantes:
  - chapelle des Dames-Réparatrices : Mater Redemptoris, Salon de 1887[4].
  - église Sainte-Anne : Éducation de la Sainte Vierge.
  - basilique Saint-Donatien-et-Saint-Rogatien, chapelle du Sacré-Cœur : Consécration du Diocèse de Nantes au Sacré-Cœur, par monseigneur Fournier.
- Paimbœuf, église Saint-Louis : Mort de saint Louis, 1878[4].
- Paris, Petit Palais : Esquisse pour le palais de justice de Paris : Le Christ en croix, vers 1871.

## Galerie

Œuvres d'Alexis Douillard
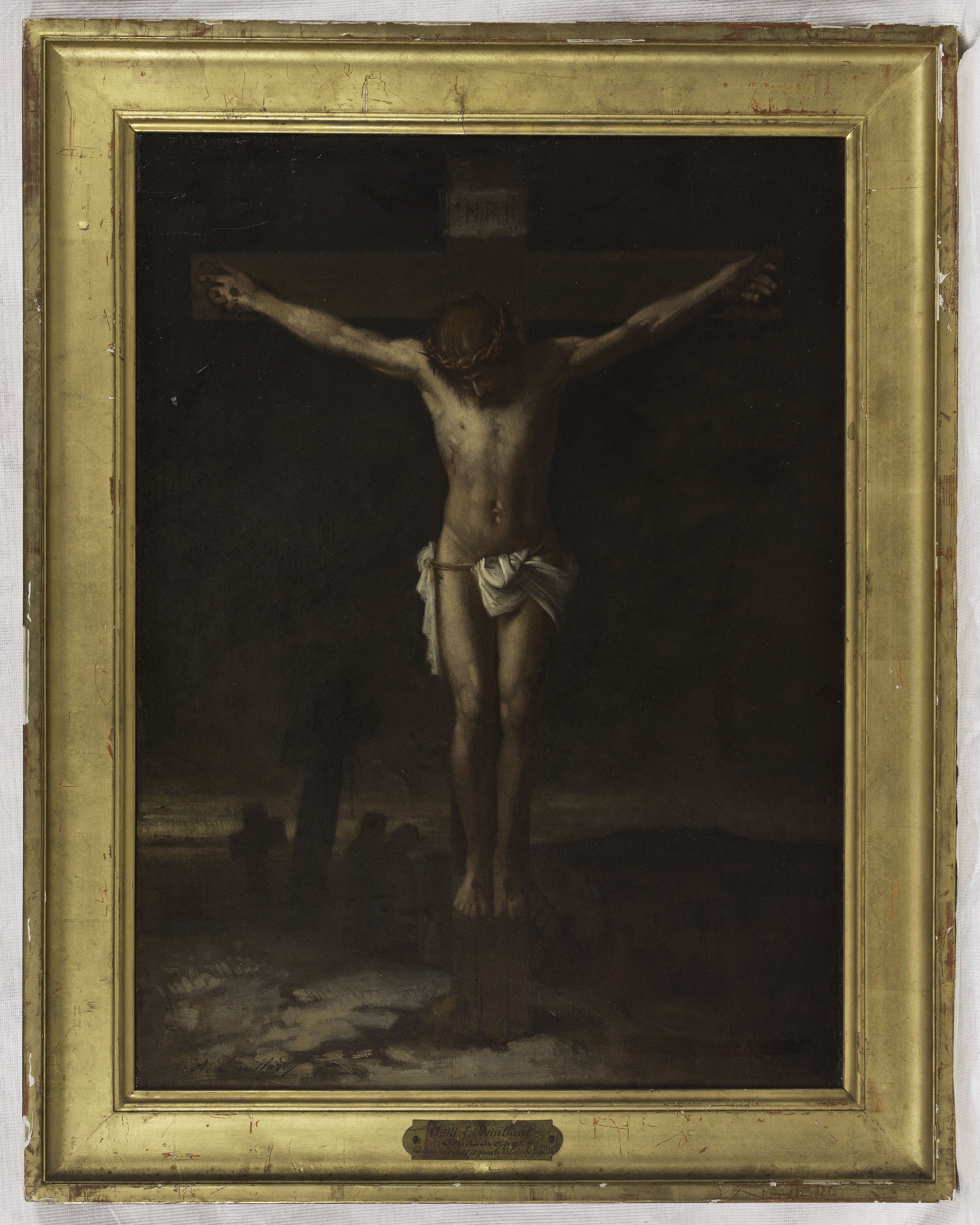
Esquisse pour le palais de justice de Paris : Le Christ en croix (vers 1871), Paris, Petit Palais.
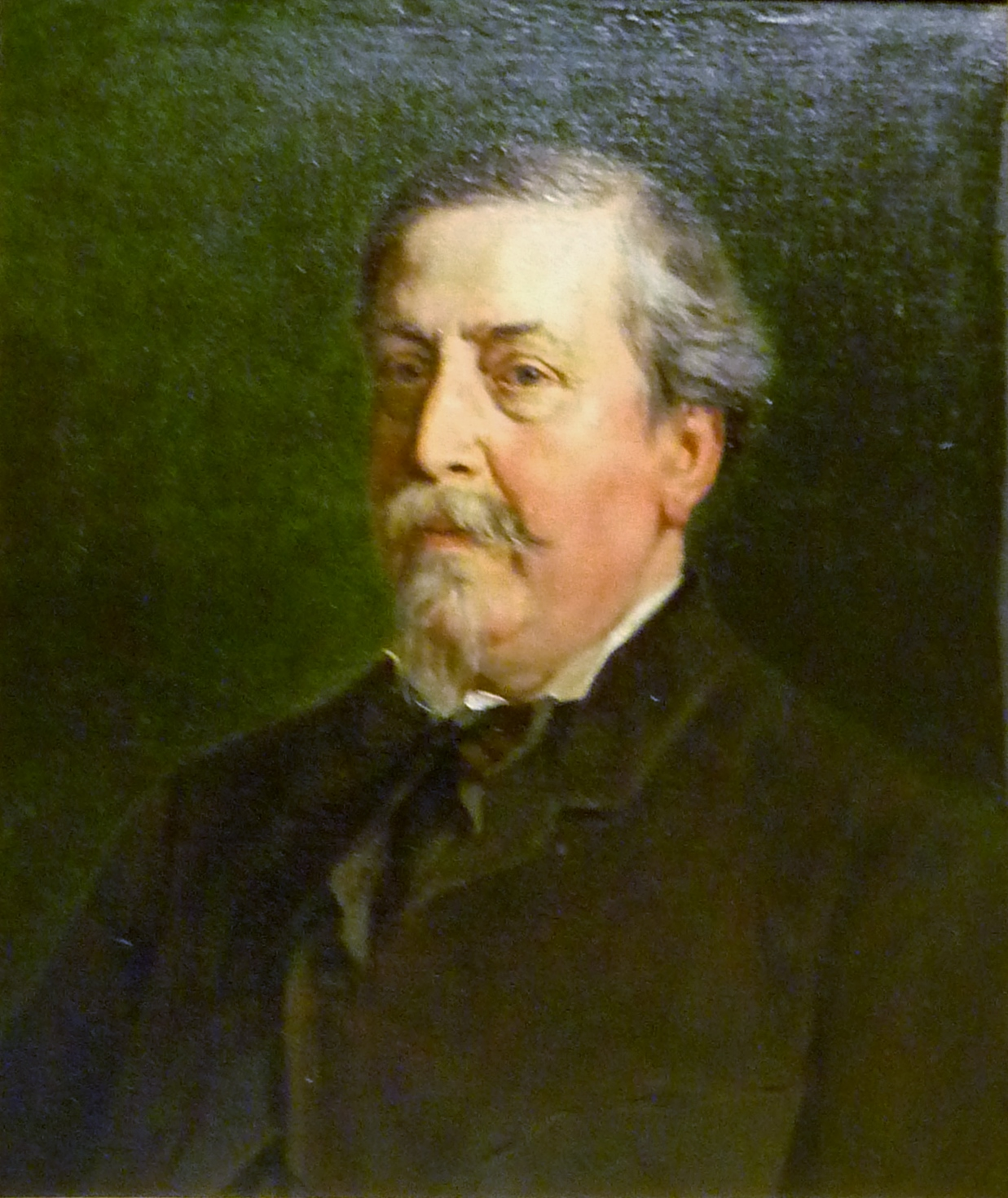
Portrait d'Edmond-Gabriel Puyo, huile sur toile, musée des Beaux-Arts de Morlaix.

## Salons
- 1878 : Mort de saint Louis, carton pour une peinture murale.
- Salon des artistes français :
  - 1883 : La mort du premier né, gravure[5]
  - 1884 : Éducation de la Sainte Vierge, pour la chapelle Sainte-Anne.
  - 1887 : Les Apôtres, frise pour la coupole de la chapelle du Sacré-Cœur ; Mater Redemptoris, composition pour la chapelle des Dames-Réparatrices de Nantes.